# آورو ۶۵۲
آورو ۶۵۲ (به انگلیسی: Avro 652) یک هواپیمای ساختِ کارخانهٔ آورو در کشور بریتانیا است که در سال ۱۹۳۵ ساخته شد. این هواپیما در ۷ ژانویه ۱۹۳۵ میلادی نخستین پرواز خود را انجام داد.